# Elche de la Sierra
Elche de la Sierra község Spanyolországban, Albacete tartományban. Lakosainak száma 3596 fő (2024).

## Földrajza
Elche de la Sierra Aýna, Liétor, Férez, Letur, Yeste és Molinicos községekkel határos.

## Népesség
A település lakosságának változását az alábbi diagram mutatja:
| Lakosok száma | 3917 | 3879 | 3895 | 3962 | 3951 | 3814 | 3711 | 3585 | 3557 | 3596 |
|               | 2001 | 2004 | 2006 | 2009 | 2011 | 2014 | 2016 | 2019 | 2021 | 2024 |